# Jeremy Mansfield
Robert Jeremy Clayton Mansfield, noto semplicemente come Jeremy Mansfield (Grahamstown, 15 agosto 1963 – 31 ottobre 2022), è stato un conduttore radiofonico, conduttore televisivo e doppiatore sudafricano. 
Ha lavorato in numerose stazioni radio come presentatore e artista di doppiaggio, inoltre presentò numerosi programmi televisivi.

## Biografia

### Origini e formazione
Originario di Grahamstown, Mansfield frequentò il Kingswood College e quindi la Rhodes University, dove studiò oratoria, giornalismo e teatro. È il nipote onorario dell'ex presidente Nelson Mandela ed è stato inserito nel clan di Mandela.

### Carriera

#### Radio
Nel 1985, mentre era ancora uno studente, ha iniziato a lavorare per l'emittente radiofonica Capital Radio 604 con sede a Durban. Nello stesso anno gli è stato conferito il premio AA Vita Award come "Il più promettente giovane attore sudafricano". Nel 1990, Mansfield ha lasciato Capital Radio (allora trasmetteva da Johannesburg). È stato reclutato per lavorare per Supersport su M-Net e gli è stato chiesto di fare sport nel programma di John Berks sul 702 Talk Radio, di proprietà di Primedia.
La popolarità di Mansfield ha continuato a crescere e nel 1993 è stato nominato presentatore regolare del programma della rivista Saturday Afternoon di 702. Nel 1995 Mansfield ha assunto l'incarico di ospitare lo show pomeridiano.
Nel 1997 Mansfield si è trasferito alla stazione sorella di 702 Talk Radio 94.7 Highveld Stereo, dove ha creato e ospitato il programma per la colazione nei giorni feriali, The Rude Awakening. Nel giugno 2010 Mansfield ha annunciato che avrebbe lasciato il programma. Ha tenuto il suo ultimo spettacolo lunedì 12 luglio. Mansfield ha dichiarato che sarebbe rimasto attivo in altre aree del settore televisivo.
Jeremy Mansfield è tornato alla radio nel novembre 2018 come conduttore del programma per la colazione, "Mansfield in the Morning", sulla pluripremiata stazione radio della comunità di Johannesburg, Hot 91.9fm. Al Liberty Radio Awards 2019 tenutosi a Santon il 13 aprile 2019, il suo programma ha vinto il premio per il miglior spettacolo per la colazione, per la migliore produzione di contenuti e Mansfield ha vinto il premio per il miglior presentatore del programma per la colazione nella categoria della Community Radio.

#### Televisione
A metà degli anni 1990, Mansfield ha iniziato ad apparire come collaboratore e presentatore ospite sui canali televisivi a pagamento sudafricani M-Net per Front Row e SuperSport. Nel 1998 ha lasciato il canale e ha iniziato a presentare A Word or 2, su SABC 2. Lo spettacolo è andato in onda per dieci stagioni.
Nel 2005 Mansfield ha co-presentato lo spettacolo comico della M-Net Laugh Out Loud. Lo spettacolo è proseguito con una seconda stagione (in onda nel 2006).
Nel 2010 Mansfield è stato scelto per la versione locale della Disney di Toy Story 3 come voce di Lifer.
Dal 2010, Mansfield ha ospitato il suo show settimanale di finanza, Mansfield's Moneysense su CNBC Africa.

### CD e libri
Mansfield ha pubblicato cinque CD contenenti personaggi che ha creato in onda, storie e canzoni umoristiche (la maggior parte delle quali scritte da lui stesso) che prendono in giro molti personaggi e situazioni sudafricani.
Mansfield ha inoltre scritto una serie di libri di barzellette, di cui Vrot Jokes (ISBN 978-1-86872-335-5), un bestseller sudafricano. È anche coautore di un pluripremiato libro di cucina contemporanea intitolato Zhoozsh! (ISBN 978-1-77007-785-0) nel febbraio 2009. Il libro ha vinto il premio di miglior libro di cucina in Sudafrica e ha vinto il terzo premio per il miglior libro di cucina al mondo ai Gourmand Awards. Anche il loro secondo libro di cucina, Zhoozsh! Faking It (ISBN 9781770078659) è stato premiato. Entrambi i libri sono best seller.

### Decesso
Morì di cancro al fegato il 31 ottobre 2022 a 59 anni.

## Premi e riconoscimenti
1985: AA Vita Award come il più promettente giovane attore sudafricano
1996-2010: Miglior personaggio radiofonico dell'anno (Best of Johannesburg Readers 'Choice Awards) per 14 anni consecutivi
1996-2010: Miglior programma radiofonico per 14 anni consecutivi
2004: L'unico personaggio radiofonico a fare la Top 100 dei sudafricani
Ha vinto il premio Leisure Options' Most Popular Personality
2008: Tre vittorie nel settore sudafricano dei Gourmand Cookbook Awards: Book of the Year, Innovative and Media per 'Zhoozsh!'
2008: Zhoozsh! vince il bronzo come terzo miglior libro di cucina del mondo alla cerimonia di Londra del 13 aprile
2008: "Zhoozsh!' vince il Random House Struik Best Seller of the Year
2009: sulla rivista You ha ottenuto il riconoscimento Radio Personality of the Year del 2009
2011: Zhoozsh! Faking It vince il premio di Easy Cook Book del Sudafrica nel settore sudafricano dei Gourmand Cookbook Awards
2019 Liberty Radio Awards: con il suo programma "Mansfield in the Morning" vince il premio come miglior conduttore dello spettacolo per la colazione. Con il suo programma vince il premio come miglior produttore di contenuti nella categoria della Community Radio.

## Beneficenza
- The Christmas Wish: Mansfield ha istituito una campagna annuale di beneficenza volta ad assistere le persone in Sudafrica (principalmente Johannesburg). L'assistenza comprendeva l'aiuto per il pagamento delle tasse scolastiche, la copertura delle spese finanziarie delle persone, il pagamento di interventi chirurgici, le spese ospedaliere e la fornitura di case. The Christmas Wish è stato trasmesso in diretta su The Rude Awakening e ritrasmesso su M-Net la sera dello stesso giorno.
- Hear for Life Trust: è stata fondata da The Christmas Wish. La fondazione è stata istituita per aiutare con gli impianti di coclea le persone bisognose che altrimenti non potrebbero permettersi le procedure.[10]
- È patrono, insieme all'arcivescovo emerito Desmond Tutu, del Sunflower Fund[11] e il loro Ambasciatore della Speranza
- È membro onorario della SA Chef's Association.[12]
- Mansfield è un membro onorario del gruppo NSPCA per il benessere degli animali.[13]
- Jeremy è anche un ambasciatore dello Springbok Rugby Supporter's Club.
- Destinatario del primo SAB Inqaba Award (2010).

Mansfield è stato ringraziato personalmente dall'ex presidente del Sudafrica Nelson Mandela per le opere di beneficenza che ha svolto, con le quali ha raccolto ben oltre 12 milioni di rand.